# (33450) Allender
Pour les articles homonymes, voir Allender.
(33450) Allender est un astéroïde de la ceinture principale.

## Description
(33450) Allender est un astéroïde de la ceinture principale. Il fut découvert le 19 mars 1999 à Socorro (Nouveau-Mexique) par le projet LINEAR. Il présente une orbite caractérisée par un demi-grand axe de 2,29 UA, une excentricité de 0,15 et une inclinaison de 5,9° par rapport à l'écliptique.